# Mushroom Men
Mushroom Men são dois jogos de videogame desenvolvidos para o Nintendo DS e Wii. Ambos os jogos foram desenvolvidos pela Red Fly Studio e publicadas pela Gamecock Media Group. A história do jogo é sobre um pequeno homem cogumelo  que vai para o mundo humano. De acordo com designer do jogo, Mushroom Men: Rise of the Fungi para o Nintendo DS é um jogo de plataforma side-scrolling, sendo a história antes da versão do Wii, Mushroom Men: The Spore Wars, o qual é um jogo de plataforma totalmente em 3D.

## História
A história começa quando um cometa passa por perto da terra, fazendo com que dessa ao planeta uma fumaça verde estranha. A poeira é inofensiva aos humanos, mais sem ser notado, toda fauna e flora incluindo cogumelos e cactus ganham sensibilidade. Em ordem para sobreviver, os novos cogumelos com consciência formam tribos, surgindo guerra entre elas. O história de Spore Wars no Wii envolve o personagem Pax, um cogumelo solitário que ruma em busca de seu espaço na sociedade dos cogumelos.

### Tribos
- Bolete
- Amanitas (Amanita muscaria)
- Morel
- Lepiota

## Armas
O jogo disponibiliza construção de armas, com os itens que o jogador coleciona todos os dias, armas podem ser criadas.

## Música
O tema musical do jogo entre outras músicas foram desenvolvidas por Les Claypool de Primus.